# T-90
T-90 er en tredjegenerations russisk main battle tank. Kampvognen blev taget i tjeneste i 1992 som T-72BU, men skiftede straks navn til T-90 for at adskille sig fra eksisterende varianter af T-72-kampvognen. T-90 benytter en 125 mm glatløbet kanon, et ild-kontrol-system, opgraderet motor og optik til nattesyn for skytten. Standard beskyttelse består af panser af stål og kompositpanser, røggranater, Kontakt-5 (eksplosivt reaktivt panser) og infrarødt jamming system. T-90 er konstrueret og bygget af Uralvagonzavod i Nizjnij Tagil i Rusland.
Den russiske hær begyndte sine indkøb af T-90 i begyndelsen af 2012. Serieproduktion af kampvognens afløser, T-14 Armata, er forventet at blive påbegyndt i 2022.

## Udvikling
T-90 er udviklet med det formål at afløse de sovjetiske T-64, T-72 og T-80 kampvogne. T-90 er udviklet på grundlag af T-72's platform af omkostningsmæssige hensyn. Udviklingen blev påbegyndt i Sovjetunionen i 1986. På trods af den relativt beskedne opgradering af T-72 valgte de sovjetiske ledere at give kampvognen et nyt navn. Irakiske T-72'ere havde klaret sig dårligt i kamp mod vestlige våben under Operation Desert Storm, og T-72 havde derfor et dårligt ry. For at give den opgraderede kampvogn et bedre ry, besluttede den russiske præsident Boris Jeltsin at navngive kampvognen T-88, en betegnelse der ved et præsidentdekret blev ændret til "T-90" i 1992 for at understrege, at det var den første russiske kampvogn i 1990'erne. Den første kampvogn blev taget i brug i 1994.

## Produktion og benyttelse
Russisk produktion af kampvogne mindskedes i årene før og efter opløsningen af Sovjetunionen. Produktionsfaciliteten i Kharkov tilhørte det nyligt uafhængige Ukraine og russiske produktionsenheder i Tjeljabinsk og Sankt Petersborg var lukket i 1989 og 1990. De to tilbageværende produktionsenheder i Omsk og Nizjnij Tagil havde i 1992 ingen ordrer fra hæren. Samtidig besluttede det russiske forsvarsministerium, at det fremover alene ville bestille en enkelt type main battle tank. Gennem 1980'erne havde det sovjetiske militær bestilt T-64'ere, T-72'ere og T-80'ere, der på daværende tidspunkt blev fremstillet af forskellige virksomheder. Selvom alle tre kampvogne på mange måder mindede om hinanden, anvendte de forskellige komponenter, hvilket var en logistisk byrde for hæren. Selvom såvel Nizjnij Tagils T-90'er og Omsks T-80U hver især havde sine fordele, så var T-80'erens gasturbinemotor berygtet for sit høje brændstofforbrug og ustabilitet. Dertil kom, at russiske T-80'ere havde lidt betydelige tab i deres første kampoperationer under den første tjetjenske krig. T-90'erne blev ikke benyttet i Tjetjenien og blev derfor sparet for kritik, selvom T-90'erens basis, T-72, også havde lidt alvorlige tab i Tjetjenien. I januar 1996 blev det besluttet at udfase produktionen af T-80 og i stedet alene producere T-90.
T-90 blev fremstillet på fabrikken Uralvagonzavod i i beskedne antal fra 1993. Produktionen til Rusland ophørte i slutningen af 1990'ene. Færre end 200 enheder blev leveret til den russiske hær, inden produktionen blev genoptaget i 2005 med en opgraderet version. Fabrikken udviklede dog en eksportmodel til Indien, der ønskede en ny kampvogn efter Pakistan havde købt 340 ukrainske T-84 kampvogne. De første kampvogne blev leveret til Indien i 2001 som T-90S og året efter blev der leveret opgraderede versioner med bedre tårn og kraftigere motor. Indien fik licensrettigheder til selv at producere T-90'ere , kaldet Bhishma, men produktionsvanskeligheder fik landet til at placerede ordre på yderligere russisk producerede T-90S'ere.
Den russiske hær genoptog købene af T-90'ere i 2005, nu en version tæt beslægtet med den indiske T-90S. Den nye russiske variant fik navnet T-90A. Yderligere eksportordrer blev indgået med Algeriet og Aserbajdsjan.
En yderligere opgraderet version med bl.a. forbedret infrarødt nattesyn, nyt tårn, forbedret kommunikation m.v. er givet navnet T-90M. Leveringer af den opgraderede T-90M begyndte i april 2020.

## Kamp

### Russisk tjeneste
En tidlig version af eksportvarianten T-90S var formentlig i kamp i 1999 under den tjetjenske invasion af Dagestan i stedet for at blive sendt til Indien som oprindeligt planlagt. Ifølge Moscow Defense Brief blev en kampvogn ramt af syv anti-tank granater, uden at blive gjort ukampdygtig. Avisen konkluderede, at med standardudstyr var den opgraderede T-90 den bedst beskyttede russiske kampvogn.
T-90A er blevet anvendt under Borgerkrigen i Syrien. Russiske T-90 kampvogne er blevet angrebet af syriske oprørere, men pr. januar 2021 er der ikke rapporteret om ødelagte russiske kampvogne i Syrien.
I forbindelse med Krigen i Donbass i sommeren 2014 er russiske tropper fra 136. motoriserede riffelbrigade udstyret med T-90A Kampvogne rapporteret at have udført operationer i Luhansk oblast i Ukraine.
Under Ruslands invasion af Ukraine 2022 blev T-90 kampvogne bekæmpet med moderne panserværnsvåben som det amerikanske FGM-148 Javelin og det britisk-svenske NLAW. Russiske styrker har forsøgt at forsvarer T-90'erne med eftermonterede gitre på toppen af tårnet, uden at dette dog har haft nogen effekt. Adskillige T-90'ere er af ukrainske myndigheder rapporteret ødelagt.

### Syrisk tjeneste
Syriske styrker begyndte i februar 2016 at anvende T-90A'ere i kamp. En video lækket til internettet viser en T-90, hvis tårn rammes frontalt af et amerikansk TOW-missil i Aleppo uden at blive gjort ukampdygtig. Kampvognens reaktive Kontakt-5 pansring eliminerede missilets sprænghoved inden kontakt med det traditionelle panser. To T-90'ere fra den syriske hær blev erobret af HTS-militsen og ISIS-oprørerne erobrede en tredje i november 2017. En af de erobrede T-90'ere blev generobret af Syriens hær og den anden ødelagt af en syrisk T-72'er. Ifølge optagelser er fem andre syriske T-90'ere blevet kraftigt beskadiget og fire andre ramt.

### Aserbajdsjansk tjeneste
Aserbajdsjan benyttede deres T-90S kampvogne under Nagorno-Karabakh krigen i 2020. En T-90 blev beskadiget og erobret af armenske styrker. Mindst to andre blev ødelagt i krigens første faser, hvilket var de første officielle tab af køretøjet.

## Nuværende brugere
- Algeriet: Har købt 572 T-90SA (A står for Algeriet) over tre omgange.[28][29]
- Armenien: Råder over mere end 30 enheder.[30]
- Aserbajdsjan: 100 T-90S Kampvogne er erhvervet.[31][32] Et antal gik tabt under krigen i Nagorno-Karabakh i 2020.[1][2]
- Indien: Råder over 2078 T-90S 'Bhishma' købt over flere omgange og i øvrigt produceret på licens.[28][33][34][35][36]
- Irak: Irak købte i 2016 73 T-90S/SK Kampvogne.[37][38][39][40] Leverancerne begyndte i november 2017.[41][42] De første leveringer fandt sted i februar 2018.[43][44][45][46]
- Rusland: Benytter (før invasionen i Ukraine) 369 T-90A, 120 Т-90 og 38+ Т-90М Kampvogne.[47][48][49] Alle eksisterende varianter af T-90 vil blive moderniseret til T-90M inden 2025.[50]
- Syrien: Den syriske hær har benyttet flere T-90 Kampvogne i forskellige varianter under offensiven i Aleppo i november 2015.[51]
- Turkmenistan: Bestilte i 2010 10 T-90S for en pris på ca. $30 million og købte senere yderligere 30 Kampvogne.[52]
- Uganda: 44 T-90S.[53][54][55]
- Vietnam: 64 T-90S/SK benyttes.[56][37] De købte Kampvogne blev leveret fra november 2017[57] februar 2019.[58][59][60]
- Yemen: Et antal Kampvogne blev bestilt i 2009.